# Snehvide
Snehvide är ett berg i Grönland (Kungariket Danmark). Det ligger i den östra delen av Grönland, 1 500 km nordost om huvudstaden Nuuk. Toppen på Snehvide är 1 026 meter över havet, eller 51 meter över den omgivande terrängen. Bredden vid basen är 0,87 km.
Terrängen runt Snehvide är lite bergig.  Trakten runt Snehvide är nära nog obefolkad, med mindre än två invånare per kvadratkilometer. Det finns inga samhällen i närheten. Trakten runt Snehvide består i huvudsak av gräsmarker.